# Hipopirinis
Els hipopirinis (Hypopyrini) són una tribu de lepidòpters ditrisis de la família dels erèbids (Erebidae), subfamília Erebinae.

## Gèneres
- Hexamitoptera
- Hypopyra
- Spirama